# Someday (Youjeenの曲)
「Someday」（サムデイ）は、Youjeenの2枚目のシングルである。2001年6月27日発売。

## 概要
前作から約3か月ぶり、初バラード曲である。

## 収録曲
特記以外作詞・作曲・編曲：J
1. Someday
2. HIGHER
3. HIGHER [ENGLISH VERSION]
  - 作詞：J・Youjeen・3+3